# 마야력

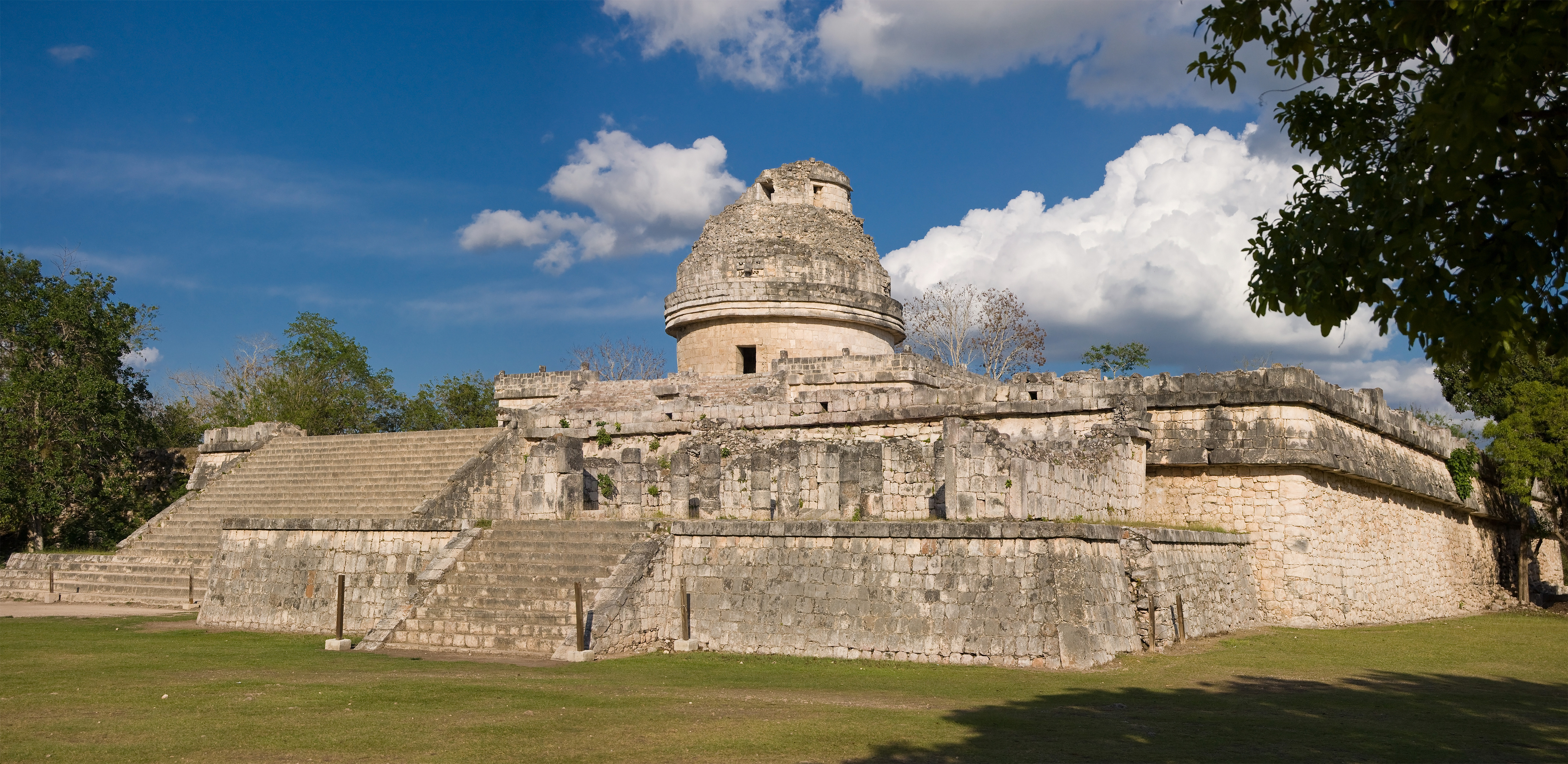
마야의 천문대 치첸이트사

마야력(Maya Calendar)은 마야인들이 사용하던 역법으로 천체 관측이 뛰어난 마야인들이 만들었다고 전한다.
역법의 종류는 총 두 가지인데, 그중 하나는 일년을 260일로 하는 트르킨력으로, 이는 종교와 의례적인 목적이 있었다. 다른 하나는 1년(1킨)을 360일(20일의 18개월)으로 나누어, 한해의 마지막 5일을 4년에 한 번씩 6일로 늘렸다. 위나루를 추가하는 것으로, 일년은 총 365일이 되는데 이게 바로 하얍으로 불리는 태양력이다.
위나루를 제외한 하얍력(360일)과 촐킨력(260일)이 13년마다 순환하며, 이것을 4 사이클로 52년 주기로 되어 있다. 이 밖에도 하얍과 촐킨보다 큰 주기의 역법도 존재한다. 이러한 역법주기를 '캘린더 라운드(영어: rueda calendrica)'라고 부른다.
더불어 기원전 3114년으로 놓인 기준일로부터 경과된 일 수를 표현하는 장기력(영어: Long Count)으로 불리는 역법도 사용되고 있었다. 이것은 '비석, 기념비, 왕묘의 벽화'등에 그려져 있고, '연대 결정의 좋은 자료'가 된다. 마야력은 다음과 같이 구성되었다.

## 마야력의 주기
| 일            | 주기             | 단위            | 년         | 태양년  |
| ------------- | ---------------- | --------------- | ---------- | ------- |
| 1일           |                  | 1 (킨) Kin      |            |         |
| 20일          | 20(킨) Kin       | 1 (위날) Uinal  |            |         |
| 360일         | 18 (위날) Uinal  | 1(툰) Tun       | 1          |         |
| 7200일        | 20(툰) Tun       | 1(카툰) Ka'tun  | 19.7       |         |
| 144000일      | 20(카툰) Ka'tun  | 1(박툰) Bak'tun | 394.3      | 1       |
| 2880000일     | 20(박툰) Bak'tun | 1 Pictun        | 7,885      | 20      |
| 57600000일    | 20 Pictun        | 1 Kalabtun      | 157,808    | 400     |
| 1156000000일  | 20 Kalabtun      | 1 K'inchiltun   | 3,156,164  | 8,000   |
| 23040000000일 | 20 K'inchiltun   | 1 Alautun       | 63,123,288 | 160,000 |

## 논란
뉴 에이지 관련 서적에서 마야의 장기력은 2012년 동지 부근(12월 21일부터 12월 23일까지)에서 끝난다고 여겨져 종말론과 관련된 형태로 퍼지면서 종말론이 기승을 부렸다. 그러나 대다수의 마야 문명의 학자들은 희박한 정보를 가지고 날조된 정보일 뿐더러 마야력은 한 주기가 끝나도 새로운 주기로 다시 시작될 뿐 종말을 예언하지 않았다는 주장을 제기하고 있다.
한편 2010년부터 2011년까지 1년에 걸쳐 미국의 고고학자 월리엄 사투르노 교수가 이끄는 팀이 과테말라 북부에서 9세기 무렵 만들어진 달이나 행성의 주기를 계산한 마야력을 추가로 발견했다. 이후 이 역법을 연구한 사투르노 교수는 그와 그의 팀이 발견한 역법은 2012년의 종말론과 관련이 없다고 밝혔다.
또한 마야력의 마지막 날은 2011년 10월 28일이라는 주장도 제기되었다.

## 같이 보기
- 2012년 종말론
- 마야인
- 마하우 간
- 웹봇
- 행성 X
- 신비한TV 서프라이즈